# Gajjiganahalli, Sidlaghatta
Gajjiganahalli là một làng thuộc tehsil Sidlaghatta, huyện Kolar, bang Karnataka, Ấn Độ.